# João Pernambuco
João Teixeira Guimarães  (1883-1947), surnommé João Pernambuco du nom de son État d'origine, était un musicien guitariste et compositeur brésilien.

## Biographie
Fils de mère indigène Caeté et de père portugais, il joue déjà de la guitare à 12 ans, qu'il a appris avec des chanteurs et guitaristes (sertanejos) de sa ville.
Avec la mort de ses parents, il s'installe à Recife, où il est apprenti forgeron.
En 1902, il s'installe à Rio de Janeiro, où il séjourne avec sa sœur et trouve du travail dans une fonderie. Six ans plus tard, il travaille comme ouvrier pour la mairie de la ville de Rio, et il est logé dans une pension au centre-ville. Pendant cette période il côtoie d'importants musiciens de musique populaire, et il améliore la maitrise de l'instrument, toujours en autodidacte.